# Nicolas Coetanlem
Nicolas Coetanlem, (ou Coatenlem), né en 1460 à Morlaix, mort en 1518 à Morlaix, neveu de l'amiral Jean Coatanlem, fut un négociant, armateur, corsaire et un financier breton. Il était seigneur de Kéraudy.
Il étendit le commerce de son oncle depuis Morlaix, Penmarc'h et Paimpol. Pour aider le duc François II de Bretagne assiégé par les troupes françaises en 1487, il participe avec Michel Marion au ravitaillement de Nantes. Il fait lire sa déclaration de renoncement à pratiquer le commerce dans l'église paroissiale de Plouézoc'h le 12 avril 1499 afin de ne plus déroger.
En 1487, il fait construire pour François II de Bretagne, le vaisseau de guerre La Cordelière dans le contexte de la guerre contre la France.
Il meurt à Morlaix en 1518 quelques années après la destruction de ce navire, lors d'un combat contre les Anglais au large du Conquet.

## Source
- Les noms qui ont fait l'histoire de Bretagne, Coop Breizh et Institut culturel de Bretagne, 1997, notice de Jean Kerhervé
- Hubert de Langle, Ces Messieurs de Morlaix, tome II, Les Coëtanlem, éd° Occimor, Morlaix, 1998